# نخلة ملكية
نخلة ملكية أو نخلة رئاسية (الاسم العلمي: Archontophoenix)، جنس نباتات يتألف من ستة أنواع من النخيل التي تنمو في نيو ساوث ويلز وكوينزلاند في شرق أستراليا. وهي شجرة طويلة ونحيلة وغير متفرعة. العلاقات بين النخلة الملكية والأجناس الأخرى من عميرة النخلاوات الملكية Archontophoenicinae، بما في ذلك Actinokentia وChambeyronia وKentiopsis المتوطنة في كاليدونيا الجديدة غير محسومة.
يعود اسم الجنس Archonotophoenix إلى الكلمتين الإغريقيتين Archonoto وتعني "ملك" أو "رئيس" وphoenix وتعني "نخيل التمر"، وتشترك جميع الأنواع في هذا الجنس في الاسم الشائع "نخيل الملك".
الأنواع:
- Archontophoenix alexandrae (F.Muell.) H.Wendl. & Drude - نخلة الكسندرا، نخلة الملك
- Archontophoenix cunninghamiana H.Wendl. & Drude - نخلةبانغالو، نخلة بيكابين
- Archontophoenix maxima Dowe
- Archontophoenix myolensis Dowe
- Archontophoenix purpurea Hodel & Dowe - نخلة جبل لويس الملكية
- Archontophoenix tuckeri Dowe